# Helike (maan)
Helike, of Jupiter XLV, is een natuurlijke satelliet van Jupiter. De maan werd ontdekt door een team astronomen aan de universiteit van Hawaï in Manoa, en kreeg de naam S/2003 J 6. 
Helike is rond 4 kilometer in doorsnee en draait om Jupiter op een gemiddelde afstand van 21,065 Gm in 626,33 dagen, in een glooiingshoek van 155° tegenover Jupiters evenaar.
De maan is genoemd naar Helike, een Griekse nimf.